# Chiesa-oratorio del Santo Crocifisso
La chiesa del Santo Crocifisso è un luogo di culto cattolico di Cadogno, frazione di Minusio, in Svizzera.

## Storia
Un primo oratorio fu costruito in località Cadogno tra il 1760 e il 1762, inglobando una precedente cappella costruita dopo un miracolo avvenuto nel 1529, quando due pastorelle videro sgorgare del sangue da un affresco del Crocifisso. Tra il 1862 e il 1866, su progetto dell'architetto lamonese Antonio Ghezzi, venne costruito l'edificio attuale, in stile neoclassico, anche grazie a cospicue donazioni. La chiesa è stata oggetto di restauro nel 1990-1991.

## Descrizione
La chiesa del Santo Crocifisso sorge in via San Gottardo.
La facciata, a capanna, presenta al centro il portale, sormontato dall'affresco Crocifisso, realizzato da Silvio Baccaglio nel 1990. L'ingresso è preceduto da un piccolo portico.
L'interno della chiesa, a pianta centrale, presenta una copertura a cupola. In asse con l'ingresso, all'interno dell'abside vi è l'altare, in marmi policromi, realizzato dal viggiutese Celestino Argenti; nell'ancona, vi è l'affresco del Crocifisso, proveniente dalla cappella cinquecentesca e ritenuto miracoloso dopo che due pastorelle ne videro sgorgare del sangue. Anche le pareti e il soffitto sono affrescate, ad opera di Giacomo Antonio Pedrazzi, con soggetti religiosi, tra cui uno raffigurante il Miracolo del sangue che sgorga dal Crocifisso. Sull'ingresso, vi è la cantoria, vuota.